# СМ-20-ЗИФ
СМ-20-ЗИФ — советская четырёхствольная корабельная артиллерийская установка калибра 45 мм. Артустановками этого типа вооружались эскадренные миноносцы проектов 41 и 56. Всего на кораблях советского ВМФ было установлено 116 установок СМ-20-ЗИФ.

## История проектирования
Проектирование установки было начато в МАЦКБ в 1946—1947 годах. После испытания опытного образца автомата СМ-7 технический проект установки был переработан и представлен 24 октября 1949 года, а 11 апреля следующего года проект был утверждён для разработки рабочих чертежей и изготовления опытного образца. Модификация установки для крейсеров проекта 68-бис с электродвигателями постоянного, а не переменного тока, была разработаны в ЦКБ-7 и носила индекс ЗИФ-68.

## Производство
Производство установки велось на заводе № 7. В 1953 году заводом было изготовлено 4 установки, в 1954 — 60, в 1955 — 27, в 1957 — 30 и т. д.

## Использованная литература и источники
1. 1 2 3  Широкорад А. Б. Энциклопедия отечественной артиллерии. — Минск: Харвест, 2000. — С. 1000. — 1156 с. — ISBN 985-433-703-0.
2. ↑  45 мм установка СМ-20 ЗИФ | MilitaryRussia.Ru — отечественная военная техника (после 1945г.). Дата обращения: 29 января 2013. Архивировано 3 февраля 2013 года.